# René Adler
René Adler (Leipzig, 15. siječnja 1985.) njemački je umirovljeni nogometaš. Igrao je za isključivo njemačke klubove tijekom svoje karijere. Bio je reprezentativac njemačke nogometne reprezentacije. 

## Vanjske poveznice
- Profil na Transfermarktu
- Profil na Soccerwayu  Arhivirana inačica izvorne stranice od 22. travnja 2016. (Wayback Machine)